# Out Run
Out Run (アウトラン Auto Ran?) es un videojuego de carreras creado en 1986 por Yū Suzuki y Studio 128, y publicado inicialmente para máquinas recreativas.

## Concepto
La idea es recorrer cinco etapas de aproximadamente 5 km cada una, antes de que se termine el tiempo. Para conseguirlo, el jugador debe ponerse al mando de un Ferrari Testarossa descapotable rojo, con una mujer rubia como acompañante.
Hay otros cinco tipos de coche que podremos encontrar en las carreteras de este juego:
- 1972 Volkswagen Beetle
- 1971 Chevrolet Corvette
- 1985 Porsche 911
- 1985 BMW 325i Cabriolet E30
- Un camión

El auto del jugador es el más rápido de todos. Los otros vehículos pueden tocarlo, encerrarlo, hacerlo chocar, negarle paso, pero cuando la Ferrari llega a cierta velocidad, ninguno de los otros autos podrá alcanzarlo. 
Hubo un total de cuatro diseños de muebles (dos verticales y dos sit-down), todos los cuales estaban equipados con un volante y caja de cambios más pedales de aceleración y freno. El volante también contó con fuerza de respuesta. El gabinete en esa posición se produjo en dos versiones: Normal y Mini. Los muebles grande que parecía el coche en el juego, usaban un motor de accionamiento para mover el gabinete principal simulando giros y movimientos de acuerdo a la acción en pantalla, al igual que Sega After Burner II . Había dos versiones de sentarse: el Deluxe (en la foto), que posee una pantalla en color de 26 pulgadas y un asiento moldeado a medida, mientras que el Standard aparece una pantalla en color de 20 pulgadas con un diseño más simplificado.

## Música
La música del juego fue compuesta por Hiroshi Kawaguchi, quien había compuesto previamente las bandas sonoras de otros juegos diseñados por Suzuki y formó parte de la entonces banda estable de Sega: la S.S.T. Band. Out Run fue el primer videojuego arcade que permitió al usuario elegir la música de fondo. Consiste básicamente en tres pistas: Passing Breeze (similar en estilo y tono a la música de grupos populares de jazz fusión japoneses de los 70 y 80 como Casiopea), Splash Wave y Magical Sound Shower (de ritmos latino-caribeños tipo Miami Sound Machine), difundidas a través de una estación imaginaria de radio FM recibida por el receptor de radio en el Testarossa. Otra pista llamada Last Wave se puede escuchar en la pantalla de puntajes.
El port para Mega Drive de 1991 agregó una pista adicional titulada Step On Beat, escrita por Masayoshi Ishi. La versión de 2014 para Nintendo 3DS presenta dos pistas adicionales, Cruising Line y Camino a Mi Amor, compuestas por Manabu Namiki y Jane-Evelyn "Chibi-Tech" Nísperos respectivamente, usando el hardware de sonido original del arcade.

## Etapas
Para llegar a la meta hay que recorrer cinco etapas, al final de cada etapa el camino se divide en dos y se puede elegir la siguiente etapa entre dos posibles, solo la primera (Coconut Beach) estaba presente en todas las partidas. Una vez tomada la bifurcación del final de cada etapa se cruza una meta volante (Check Point) que aumenta el tiempo restante de partida. Cuando este tiempo llega a 0, la partida acaba y un mapa describiendo las etapas recorridas aparece. Si conseguimos finalizar la quinta etapa antes de que se acabe el tiempo, aparece un final, cada final es diferente en función de cuál sea la última etapa, ya que hay 5 quintas etapas posibles.
| Etapa         | Etapa          | Etapa           | Etapa        | Etapa           | Meta |
| 1             | 2              | 3               | 4            | 5               | Meta |
| ------------- | -------------- | --------------- | ------------ | --------------- | ---- |
|               |                |                 |              | Vineyard        | A    |
|               |                |                 | Wilderness   |                 |      |
|               |                | Desert          |              | Death Valley    | B    |
|               | Gateway        |                 | Old Capital  |                 |      |
| Coconut Beach |                | Alps            |              | Desolation Hill | C    |
|               | Devil's Canyon |                 | Wheat Field  |                 |      |
|               |                | Cloudy Mountain |              | Autobahn        | D    |
|               |                |                 | Seaside Town |                 |      |
|               |                |                 |              | Lakeside        | E    |

### Versión japonesa
| Etapa         | Etapa           | Etapa          | Etapa        | Etapa           | Meta |
| 1             | 2               | 3              | 4            | 5               | Meta |
| ------------- | --------------- | -------------- | ------------ | --------------- | ---- |
|               |                 |                |              | Vineyard        | A    |
|               |                 |                | Wilderness   |                 |      |
|               |                 | Desert         |              | Death Valley    | B    |
|               | Wheat Field     |                | Old Capital  |                 |      |
| Coconut Beach |                 | Alps           |              | Desolation Hill | C    |
|               | Cloudy Mountain |                | Gateway      |                 |      |
|               |                 | Devil's Canyon |              | Autobahn        | D    |
|               |                 |                | Seaside Town |                 |      |
|               |                 |                |              | Lakeside        | E    |

Nota: en la versión japonesa, Devil's Canyon se llama «Walls», Gateway se llama «Big Gate», Desolation Hill se llama «Stone Hill», y Autobahn se llama «Dual Way».

## Técnica
Su principal innovación fue la introducción de la tecnología bi-linear paralax scrolling, que significó un salto cuantitativo de calidad con respecto a otros juegos del mismo género de su época.

## Plataformas
En poco tiempo este juego se convirtió en referencia del género y aparecieron versiones para la mayoría de sistemas de la época:
- Atari
- Amstrad CPC
- Commodore 64
- MSX
- Nintendo 3DS
- PC
- PlayStation 2
- Sega Game Gear
- Master System
- Mega Drive
- Sega Saturn
- Spectrum
- TurboGrafx-16 / PC Engine
- Xbox

## Secuelas

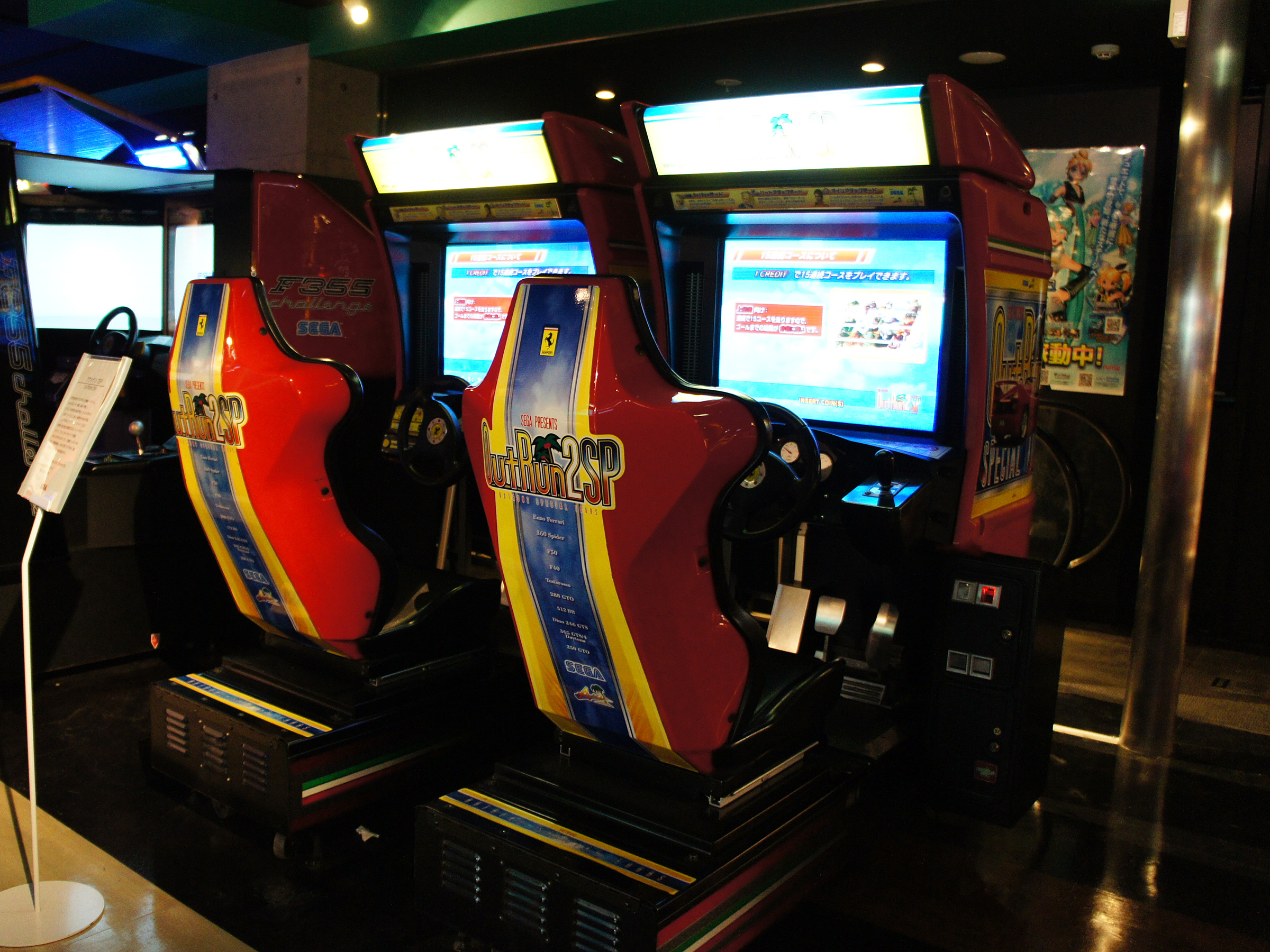
Máquina de juedos de Out Run 2 en un arcade

En los arcades, Out Run fue seguida en 1989 por Turbo Out Run. Turbo Out Run era un corredor de puesto de control en el que el jugador conducía de Nueva York hasta Los Ángeles en 16 etapas. Se incluyó una banda sonora de rock-infundido. Al igual que con todos los juegos de Out Run, aparte de OutRun 2, este es nombrado por Yu Suzuki como una secuela no oficial.
Otra secuela no oficial llegó en 1992 con Outrunners, retorna el juego a sus raíces al traer de vuelta las bifurcaciones en el camino. Soporte Cabeza a cabeza apareció en el juego por primera vez, y si los arcade estaban interconectados, hasta ocho pilotos podían competir entre sí. El juego también contó con ocho vehículos diferentes para las personas. Fue el juego más exitoso lanzado para la Sega System System Multi 32, y uno de los últimos juegos de éxito en 2D lanzado por Sega.
En el año 2003, OutRun dio el salto a los gráficos en 3D con el lanzamiento de OutRun 2 (con la licencia de vehículos de Ferrari, incluyendo un Testarossa). Yu Suzuki, el creador del original OutRun, fue el encargado de llevar su visión a la fecha, ganando OutRun 2 gran éxito de parte de la crítica, y la distinción de ser la primera secuela oficial de la original. La versión de Xbox añade características adicionales, tales como nuevos vehículos, nuevas pistas de audio e incluso una versión completamente jugable del original OutRun.
Una versión actualizada de OutRun 2 fue lanzada en máquinas recreativas en el año 2004, titulada "OutRun 2 SP". Esto amplió el original, ofreciendo una gran cantidad de pistas para conducir a través, incluyendo el mapa original. También mejoró en los gráficos y añadiò más canciones para escuchar mientras se conduce. Se contó con la BB 512 y 250 GTO, que también fueron presentados en la versión de Xbox de la original OutRun 2.
A su vez, OutRun 2, fue sucedido por Out Run 2006: Coast 2 Coast, desarrollado para PlayStation 2, PlayStation Portable, Xbox y Microsoft Windows. El juego combina todos los cursos de OutRun 2 y OutRun 2 SP al tiempo que añade características adicionales de sus propios, tales como los modelos de automóviles especiales, nuevos modos de juego y más pistas de audio. También contiene un modo OutRun 2 SP, que ofrece una versión arcade exacta de OutRun 2 SP.
Outrun Online Arcade fue lanzado en Xbox Live Arcade y PlayStation Network en 2009. Este juego descargable incluye solo las pistas de OutRun 2 SP.
Hay otras tres Secuelas no oficiales de OutRun que fueron puestos en libertad solo para los sistemas de: OutRun Europa (iniciado en 1989, y terminado en 1991), Battle OutRun (1989) y OutRun 2019 (1993). En la Sega Master System, también hay una versión especial de OutRun (OutRun 3D) que hace uso de las gafas 3D.
En 2015 se realiza una versión en tres dimensiones, Out Run 3D, para Nintendo 3DS, en la serie Sega Classics 3D, en descarga desde la tienda de Nintendo.